# Can Matrícules (Calaf)
Cal Matrícules és un vell casal de Calaf a la comarca d'Anoia inclosa a l'Inventari del Patrimoni Arquitectònic de Catalunya. El nom es deu al fet s'hi expedien les cèdules personals i matrícules oficials. Localment es fa servir els noms cal Torrescassana o ca l'Abadal, dues nissagues calafencs que hi van residir.

## Descripció
És una casa noble de planta baixa i dos pisos, amb una galeria a la part superior, la qual es defineix a la façana mitjançant set petites arcades rebaixades.
Antigament l'entrada a l'edifici era a través d'una gran portalada adovellada, en l'actualitat parcialment destruïda. És notable l'escalinata d'accés a la planta principal, de construcció noble en pedra ben treballada.
A l'interior hi ha elements de gran interès, el paviment original de pedra, diferents picaportes d'estil colonial representant el cap d'un indi, que fan al·lusió a la importància que va adquirir el comerç català amb Amèrica, els personatges esculpits en guix, una gran volta de creueria, i les baranes i portada de forja de l'interior.

## Història
La família més antiga vinculada amb la casa són els Roig, documentats a Calaf al segle xvi. Al segle xvii Jeroni Abadal, candeler de cera, nebot i hereu del doctor Isidre Abadal, prior de Sant Jaume de Calaf, va comprar la casa i en va fer la residència familiar. Encara que es desconeix l'època exacta de la construcció, se sap que és anterior al segle xvii.
Fills d'aquesta casa foren Isidre d'Abadal, prior de Sant Jaume de Calaf, i títol de ciutadà honrat de Barcelona. La casa canvià de mon en entrar-hi Joan Antoni Torrescassana, catedràtic de la Universitat de Cervera. Durant la guerra de successió s'hostatjà en aquesta casa el general Vendome.